# Polyommatus turcicus
Polyommatus turcicus is een vlinder uit de familie van de Lycaenidae. De wetenschappelijke naam van de soort is voor het eerst gepubliceerd in 1977 door Ahmet Ömer Koçak.
De soort komt voor in Turkije. De soort is voor het eerst ontdekt in de provincie Kars op een hoogte van 2500 meter.